# گوش‌خراش سربلوطی
گوش‌خراش سربلوطی (نام علمی: Ortalis ruficeps) پرنده‌ای از تیرهٔ گوش‌خراشان (Cracidae) شامل گوش‌خراش‌ها، گوان‌ها و کاکل‌فری‌ها و بومی برزیل است.